# Rokštejn
Rotškejn – ruiny gotyckiego zamku, zlokalizowane w Czechach w powiecie Igława (kraj Wysoczyna), około 15 kilometrów na południowy wschód od Igławy, w dolinie rzeki Brtnicy. Do zamku prowadzi wąska, asfaltowa szosa ze wsi Přímělkov (parking na miejscu).

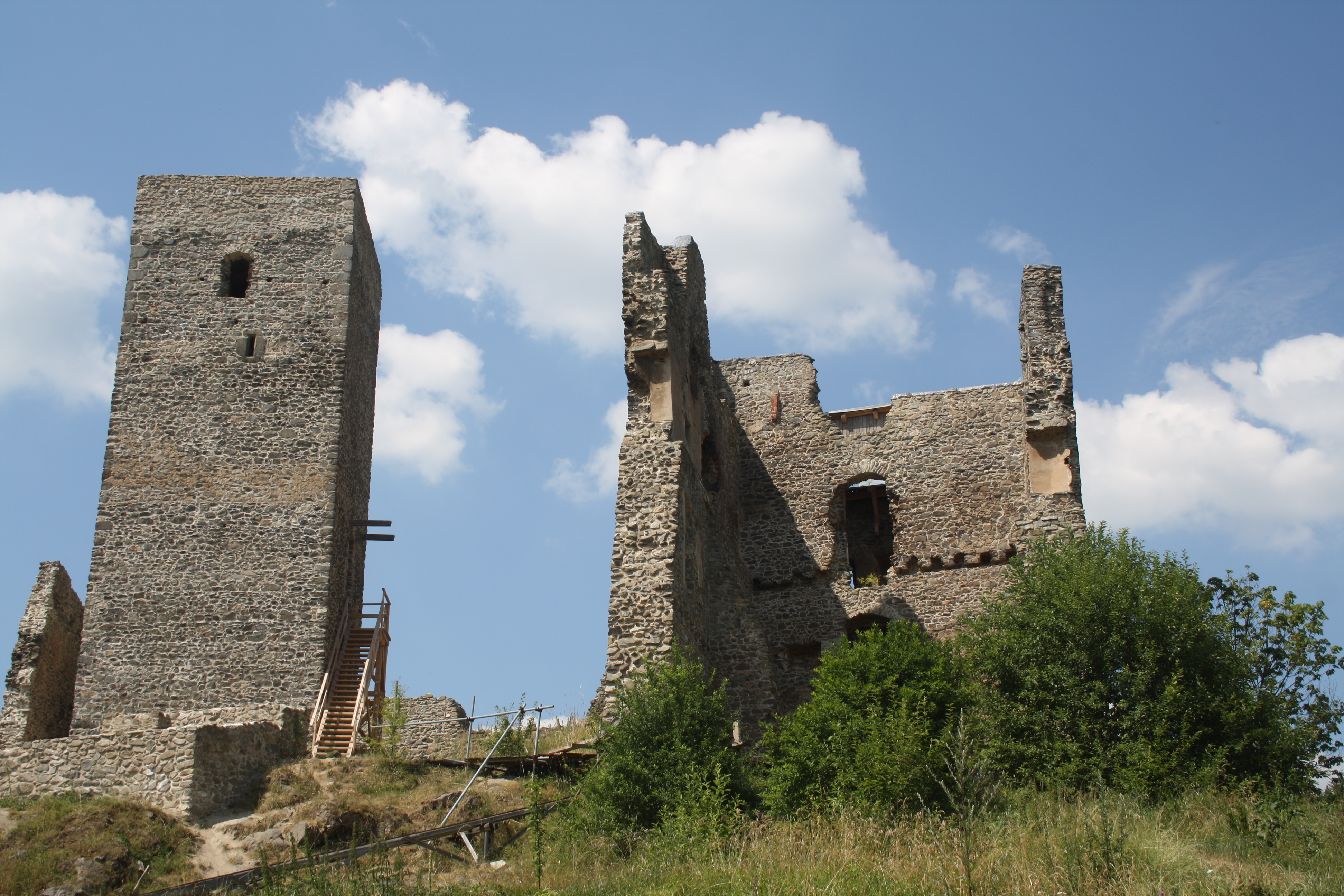
Wieża i pałac

Zamek należy do najstarszych na Morawach. Wybudowano go w latach 80. XIII wieku, a inwestorami był ród Hrutoviców. Od 1360 należał do margrabiego Jana Henryka Luksemburskiego i miał poważne znaczenie strategiczne (Jan Henryk był przeciwnikiem królewskiego miasta Igława). Od 1378 jego właścicielami stali się Valdštejnové (Waldsteinowie). Uległ poważnej przebudowie w początku XV wieku. Oprócz Hynka z Valdštejna zamieszkiwał tutaj mąż jego córki - Zikmund z Křižanova. W tym okresie zamek stał się głównym punktem operacyjnym husyckiej szlachty na Morawach. Pogłębiał się także spół z królewską Igławą. W 1468 zamek został zdobyty i zniszczony przez wojska katolickie pod dowództwem Macieja Korwina. Od tego momentu nie był już remontowany, bądź odnawiany.
Obecnie można tutaj zwiedzać część dwupiętrowych wież obronnych, częściowo zachowane elementy pałacu głównego i resztki murów. Prace archeologiczne prowadzone na zamku pozwoliły odnaleźć liczne fragmenty ceramiki, kości i ułomki przedmiotów z metalu.